# Liste der Straßen und Brücken in Hamburg-Reitbrook

Lage von Reitbrook in Hamburg und im Bezirk Bergedorf (hellrot)

Die Liste der Straßen und Brücken in Hamburg-Reitbrook ist eine Übersicht der im Hamburger Stadtteil Reitbrook vorhandenen Straßen, Plätze und Brücken. Sie ist Teil der Liste der Verkehrsflächen in Hamburg.

## Überblick
In Reitbrook (Ortsteilnummer 609) leben 515 Einwohner (Stand: 31. Dezember 2023) auf 6,9 km². Reitbrook liegt im Postleitzahlenbereich 21037.
In Reitbrook gibt es 10 benannte Verkehrsflächen, darunter 4 Brücken. Lediglich fünf Straßen verlaufen vollständig im Stadtteil. 

## Übersicht der Straßen
Die nachfolgende Tabelle gibt eine Übersicht über alle benannten Verkehrsflächen im Stadtteil sowie einige dazugehörige Informationen. Im Einzelnen sind dies:
- Name/Lage: aktuelle Bezeichnung der Straße. Über den Link (Lage) kann die Straße auf verschiedenen Kartendiensten angezeigt werden. Die Geoposition gibt dabei ungefähr die Mitte an. Bei längeren Straßen, die durch zwei oder mehr Stadtteile führen, kann es daher sein, dass die Koordinate in einem anderen Stadtteil liegt.
- Straßenschlüssel: amtlicher Straßenschlüssel, bestehend aus einem Buchstaben (Anfangsbuchstabe der Straße) und einer dreistelligen Nummer.
- Länge/Maße in Metern:
Hinweis: Die in der Übersicht enthaltenen Längenangaben sind nach mathematischen Regeln auf- oder abgerundete Übersichtswerte, die im Digitalen Atlas Nord[1] mit dem dortigen Maßstab ermittelt wurden. Sie dienen eher Vergleichszwecken und werden, sofern amtliche Werte bekannt sind, ausgetauscht und gesondert gekennzeichnet.
Bei Plätzen sind die Maße in der Form a × b bei rechteckigen Anlagen oder a × b × c bei dreiecksförmigen Anlagen mit a als längster Kante dargestellt.
Der Zusatz (im Stadtteil) gibt an, wie lang die Straße innerhalb des Stadtteils ist, sofern sie durch mehrere Stadtteile verläuft.
- Namensherkunft: Ursprung oder Bezug des Namens.
- Datum der Benennung: Jahr der offiziellen Benennung oder der Ersterwähnung eines Namens, bei Unsicherheiten auch die Angabe eines Zeitraums.
- Anmerkungen: Weitere Informationen bezüglich anliegender Institutionen, der Geschichte der Straße, historischer Bezeichnungen, Baudenkmale usw.
- Bild: Foto der Straße oder eines anliegenden Objektes.

| Name/Lage                       | Straßen- schlüssel | Länge/Maße (in Metern) | Namensherkunft                                                          | Datum der Benennung | Anmerkungen | Bild                      |
| ------------------------------- | ------------------ | ---------------------- | ----------------------------------------------------------------------- | ------------------- | --- | ------------------------- |
| Allermöher Kirchenbrücke (Lage) | –                  | 0030 (im Stadtteil)    | führt zur Allermöher Kirche                                             | 1961                | nördlicher Teil in Allermöhe, überquert im Verlauf der Kirchenbrücke die Dove-Elbe                                                            | Allermöher Kirchenbrücke  |
| Kirchenbrücke (Lage)            | K184               | 0195 (im Stadtteil)    | führt zur Allermöher Kirche                                             | 1929                | keine Brücke, sondern eine Straße, die Allermöher Kirchenbrücke ist der eigentliche Brückenteil                                               | Kirchenbrücke (Reitbrook) |
| Reitbrooker Hinterdeich (Lage)  | R140               | 3820                   | Schutzdeich gegen die Gose-Elbe                                         | 1948                | | Reitbrooker Hinterdeich   |
| Reitbrooker Mühlenbrücke (Lage) | R141               | 0055 (im Stadtteil)    | führt über die Gose-Elbe zur Reitbrooker Mühle                          | 1963                | östlicher Teil in Allermöhe | Reitbrooker Mühlenbrücke  |
| Reitbrooker Westerdeich (Lage)  | R142               | 0775                   | Verlängerung des Reitbrooker Hinterdeichs im Westen Reitbrooks          | 1948                | | Reitbrooker Westerdeich   |
| Reitdeich (Lage)                | R143               | 2680 (im Stadtteil)    | nach der Lage als Schutzdeich der Reit, dem westlichen Teil Reitbrooks  | 1927                | südwestlicher Teil jenseits der Gose-Elbe in Ochsenwerder                                                                                     | Reitdeich                 |
| Reitschleusenbrücke (Lage)      | –                  | 0030                   | nach Lage und Funktion im Zuge des Reitdeichs                           | 1961                | | Reitschleusenbrücke       |
| Sietwende (Lage)                | S439               | 1000                   | nach einer Flurbezeichnung                                              | vor 1894            | | Sietwende                 |
| Vorderdeich (Lage)              | –                  | 4525                   | nach seiner Lage als Schutzdeich gegen die Dove-Elbe                    | vor 1894            | am Vorderdeich 9 steht das Geburtshaus Alfred Lichtwarks                                                                                      | Vorderdeich               |
| Wulffsbrücke (Lage)             | W410               | 0110 (im Stadtteil)    | Ernst Wulff (1848–1917), Gemeindevorsteher, regte den Bau der Brücke an | 1929                | keine Brücke im eigentlichen Sinne, sondern ein über die Gose-Elbe führender Straßenzug; südlicher Teil ab Mitte der Gose-Elbe in Kirchwerder | Wulffsbrücke              |